# Pantaleo Carabellese
Pantaleo Carabellese (Molfetta, 6 de julio de 1877 – Génova, 19 de septiembre de 1948) fue un filósofo italiano.

## Biografía
Carabellese se graduó primero en Historia en 1901 por la Universidad de Nápoles Federico II y, a continuación, en Filosofía por la Universidad de Roma La Sapienza en 1906. Enseñó filosofía en Palermo (1922-1929) y en Roma (1929-1948), adonde se casó en 1936. Llevó a cabo una rigurosa crítica del cartesianismo (Le obbiezioni al cartesianesimo, 3 vols, 1946; Il circolo vizioso en Cartesio, 1938) y abordó estudios críticos de autores como Immanuel Kant y Antonio Rosmini (sobre cuyo trabajo Carabellese redactó su tesis doctoral). 
Como filósofo, Carabellese defendió la imprescindible objetividad del ser y la filosofía entendida no como un arte especializado, un compartimentado campo de investigación, sino como la ciencia de los fundamentos de la vida práctica (la vida de la conciencia), desde la que se contempla "la humanidad como un todo" (Il problema della filosofia da Kant a Fichte, p.  7).

## Obras
- Critica del concreto (1921)
- Il problema della filosofia da Kant a Fichte (1781–1801)  (1929)
- Il problema teologico come filosofia (1931)
- Le obbiezioni al cartesianesimo (1946)
- L'idealismo italiano (1938)
- Il circolo vizioso in Cartesio (1938)
- L'idea politica d'Italia (1946)
- Da Cartesio a Rosmini. Fondazione storica dell’ontologismo critico (1946)
- L’essere e la sua manifestazione parte II (1998) [course lectures from 1947-1948]
- L’essere e la sua manifestazione: Dialettica della Forme (2005) [course lectures from 1947-1948]
- L’essere (1948)